# Desa Plalangan (administrativ by i Indonesien, lat -7,84, long 111,52)
Desa Plalangan är en administrativ by i Indonesien.   Den ligger i provinsen Jawa Timur, i den västra delen av landet, 500 km öster om huvudstaden Jakarta.